# 와우! 동물천하
《와우! 동물천하》는 2002년 4월 5일부터 2003년 10월 31일까지 방송된 MBC TV의 동물 전문 예능 프로그램이다.

## 기획 의도
순수한 동물들의 생활을 통해 각박한 도시생활에 잃어버렸던 감성과 건강한 웃음을 시청자들에게 제공해주는 동물 전문 프로그램.

## 특징
당시 대한민국의 방송사인 KBS의 주주클럽과 SBS의 인기 장수 프로인 TV 동물농장과는 달리 고전을 면치 못했고, 결국 2년을 넘기지 않아 종영되었다.

## 방송 시간
| 방송 채널 | 방송 기간                         | 방송 시간                    | 방송 분량 |
| --------- | --------------------------------- | ---------------------------- | --------- |
| MBC TV    | 2002년 4월 5일 ~ 2003년 10월 31일 | 매주 금요일 저녁 7:20 ~ 8:20 | 1시간     |

## 같이 보기
- 동물법
- 동물보호법
- 동물병원
- 도축장

## 동일 소재 프로그램
- 우리말 겨루기 (KBS 교양운영팀 제작)
- 가족오락관, 상상오락관, 옥탑방의 문제아들 (KBS 예능운영팀 제작)
- 동물의 왕국, 동물의 세계, 동물극장 단짝 (KBS 1TV)
- 주주클럽, 슈퍼독, 단짝, 은밀하고 위대한 동물의 사생활, 개는 훌륭하다, 동물은 훌륭하다, 나는 아픈 개와 산다, 펫 비타민 (KBS 2TV)
- 동물일기, 야옹멍멍 귀여워, 세상에 나쁜 개는 없다, 고양이를 부탁해, 아기 동물 귀여워, 펫하트, 극한 직업 (EBS 1TV)
- 세계의 비밀 수호대 번개맨 (EBS 2TV)
- 타타와 쿠마 (EBS·5BRICKS 공동 제작)
- 애니멀즈, 하하랜드, 오래봐도 예쁘다, 2020 추석특집 아이돌 멍멍 선수권대회, 심장이 뛴다 38.5 (MBC TV)
- TV 동물농장, 어쩌다 마주친 그 개, 펫미픽미, 푸바오와 할부지, 생활의 달인, 더솔져스, 검은 양 게임 (SBS TV)
- 마리와 나, 그랜드 부다개스트, 우리집 막내극장 (JTBC)
- 기막힌 동물원, 우리집에 해피가 왔다 (MBN)
- 동고동락, 개먼드라마 파트라슈 (TV조선)
- 대화가 필요한 개냥, 냐옹은 페이크다, 캣츠 앤 독스, 슬기로운 의사생활, 슬기로운 의사생활 시즌2, 해치지 않아, 해치지 않아 X 스우파, 슈퍼액션 (tvN)
- 펫토리얼리스트 (온스타일)
- 이 주의 책 (cpbc FM)
- 개별방송, 식빵 굽는 고양이, 잘살아보시개, 오 마이 펫, 여자친구! 강아지를 부탁해, 펫 닥터스 (skyPetpark)
- 상상고양이 (MBC 에브리원)
- 펫츠고! 댕댕트립 (SBS 플러스)
- 소나무의 펫하우스 (SBS M)
- 라디오 북클럽, 주말하이킥 이윤석입니다 (MBC 표준FM)
- 개밥 주는 남자, 너는 내 운명, 서민갑부 (채널A)
- 천재! 시무라 동물원 (日 NTV)
- 도그 위스퍼러 (美 NGC채널)
- 지옥에서 온 고양이 (美 애니멀 플래닛)
- 개과천선 아메리카 (영국 채널 4, Sky One)